# Avril 1782
Cette page présente les faits marquants du mois d'avril 1782.

## Événements
- 7 avril : 

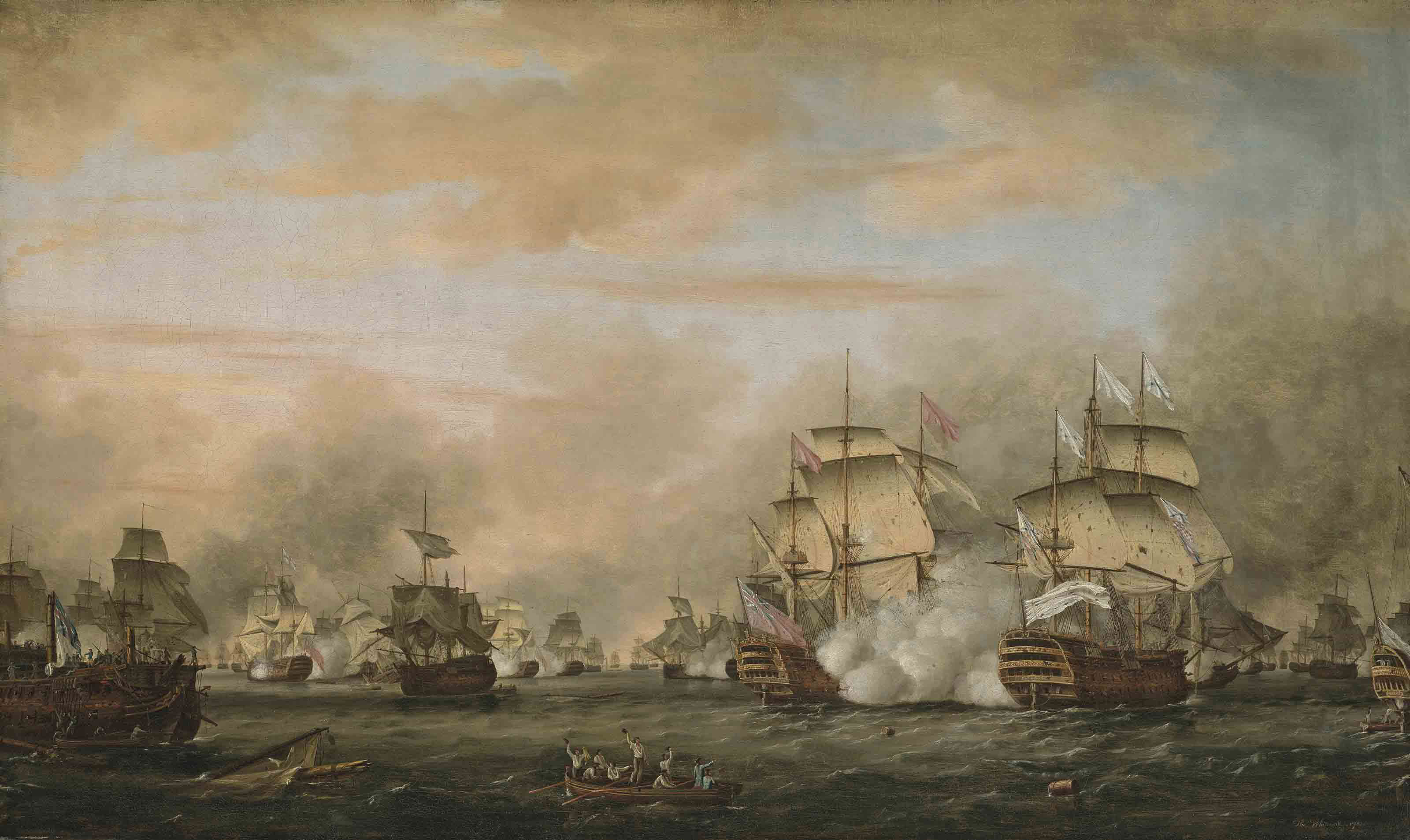
12 avril : bataille des Saintes

  - la couronne du Siam (Thaïlande) revient au général Phya Chakri, qui prend le nom de Rama Ier, après que son prédécesseur, Phya Taksin ait été déposé et exécuté le 6 avril[1]. Fondateur de l’actuelle dynastie des rois thaïs (Chakri), il règne jusqu'en 1809 après son couronnement le 13 juin[2].
  - Conflit à Genève entre les « natifs » et les « bourgeois » (cf. 1762)[3]. Les « natifs », qui se sont organisés sous des chefs comme Marat, Étienne Clavière et Flournoy, s’emparent du pouvoir, s’entendent avec les « bourgeois » pour le réorganiser en éliminant les « patriciens ».
- 9 - 12 avril : bataille navale des Saintes. Victoire de Rodney au large des Saintes, qui sauve les Antilles britanniques. Cinq vaisseaux français, dont le navire amiral, doivent se rendre.
- 12 avril : Suffren bat l'amiral Hughes au sud-ouest de Ceylan à la bataille de Provédien[4].
- 21 avril : fondation de Bangkok, nouvelle capitale de Rama Ier[5].

## Naissances
- 18 avril : Georg August Goldfuss, paléontologue et zoologiste allemand († 1848).
- 26 avril : Marie-Amélie de Bourbon-Siciles, femme de Louis-Philippe, reine des Français († 24 mars 1866).

## Décès
- 6 avril : Taksin, roi de Thaïlande, exécuté par son successeur Rama Ier.
- 12 avril : Pietro Trapassi, dit Pietro Metastasio, en français Pierre Métastase, poète et dramaturge italien, à Vienne (° 1698).